# توانمندسازی
توانمندسازی به صورت عام از ابتدای خلقت بشر وجود داشته است. زندگی گذشته انسان و روند تکاملی آن طی تاریخ گویای این موضوع است.توانمندسازی در ابتدا به عنوان یک فن در حرفه مددکاری وپزشکی بالینی وبه منظور کمک کردن به بیماران جسمی وروحی مورد استفاده قرار گرفته که امروزه به عنوان توان بخشی از ان یاد می شود.مفهوم تَوانمَندْسازی در علوم مختلفی شامل؛ جامعه‌شناسی، روانشناسی، مدیریت و... مورد بحث قرار گرفته‌است و در هر یک از آن‌ها از جنبهٔ خاصی تعریف شدهاست.در علم مدیریت نیز توانمندسازی صرفاً از یک جنبه مورد توجه قرار نمی‌گیرد بلکه حتی در مدیریت نیز جنبه‌های متعددی را برای توانمندسازی قائلند. یکی از این انواع توانمندسازی روانی می‌باشد.
توانمندسازی روانی خود به چهار بعد تقسیم می‌شود:تأثیرگذاری/معناداری/خودسامانی/شایستگی
واژه توانمندسازی هم می تواند برای توصیف جنبه های فردی و هم برای جنبه های سازمانی مفید واقع شود. عامل پیچیدگی در تعریف توانمندسازی این است که هر سازمان به منظور انجام صحیح توانمندسازی آن را برای خود تعریف کند.فرهنگ انگلیسی آکسفورد کلمه empower را این چنین تعریف کرده است : اعطای قدرت یا اختیار به کسی تا بتواند چیزی را انجام دهد و یا ایجاد این احساس در فرد تا او بتواند کارهای بیشتری را انجام دهد.
توانمندسازی دادن قدرت به افراد نیست، افراد به واسطه دانش و انگیزه خود صاحب قدرت هستند و در واقع توانمندسازی آزاد کردن این قدرت است. توانمندی یک احساس است. توانمندسازی ظرفیت های بالقوه ای را برای بهره برداری از سرچشمه توانایی های انسانی که از آن استفاده کامل نمی شود در اختیار می گذارد. در سازمان توانمند کارکنان نیروی محرکه اصلی به شمار می روند، این کارکنان هستند که با احساس هیجان ، مالکیت ،افتخار و احساس مسئولیت بهترین ابداعات و افکار خود را پیاده سازی میکنند. در عین حال رهبران نمی توانند پیروانشان را توانا کنند مگر آنکه با آن ها همدل و همراز باشند و با ایجاد انگیزه به آن ها روحیه و دلگرمی دهند و خود با آن ها درستکار، وفادار و واقعیت گرا باشند. بنابراین توانمندسازی مسلزم نوع متفاوتی از رفتار اخلاقی و اجتماعی و بکارگیری ابزارهای کار گروهی و مشارکتی و سهولت دسترسی به منابع اطلاعاتی و بهره برداری از روابط اخلاقی دوجانبه در بین کارکنان و در یک کلمه مدیریت بر اساس صداقت است. توانمندسازی چیزی بیش از یک دیدگاه ذهنی است. نمادی از رفتارهای گروهی وجمعی و سیاست های سازمانی تلقی می شود. این حرکت جمعی نیازمندتغییراترفتاری در حوزه های مدیریتی و نظام های مدیریتی است. در ضمن مدیریت سازمان بایستی بتواند نشانه های منفی را که نشأت گرفته از رفتارهای فردی و جمعی است روزبه روز کاهش دهد مثل ارتباطات ضعیف، جو بوکراتیک ، محافظه کاری ، نبودن آزادی عمل، مشارکت محدود و عدم برابری فرصت ها که جزء عوامل بازدارنده به حساب می آیند و حس مثبت را در افراد از بین می برد.

## توانمندسازی: تعاریف و مفاهیم
درمورد موضوع توانمندسازی، ضیایی در کتاب خود این چنین به این موضوع می‌پردازد که: 
در فرهنگ آکسفورد واژه‌ی توانمندسازی، قدرتمندشدن، ارائه خدمت و تواناشدن معنا شده‌است. در معنای خاص قدرت بخشیدن و دادن آزادی عمل به افراد برای اداره‌ی خود و در مفهوم سازمان به معنای تغییر در فرهنگ و شهامت در ایجاد و هدایت یک محیط سازمانی است.
توانمندسازی مفهومی است که به منظور بهبود روش استفاده‌ی سازمان از افراد خود به کار می‌رود. این ایده‌ای است که ریشه در نظریه‌ها و راهبردهای قدیمی‌تر سازمان دارد. توانمندسازی به عنوان ایده‌های مرتبط با عملکرد و نوسازی سازمانی، آشکارترین ریشه‌هایش را در تشریح نظریه‌ی Y داگلاس مک گریگور دارد.
توانمندسازی شیوه‌ای است برای ایجاد روحیه‌ی مشارکت در کارکنان از طریق فرایند دخالت و واگذاری مسئولیت به آن‌ها، این شیوه کارکنان را تشویق می‌کند که درمورد کارهای خویش، خود تصمیم بگیرند و امکان کتنرل بیشتر بر کار را داشته باشند. 
آقایار می‌گوید که  توانمندسازی یعنی قبل از آن که به کارکنان بگویید چه کار کنند، به خوبی وظایفشان را انجام دهند. کارکنان توانمند قادرند راه‌حل‌های مناسب برای حل مشکلات پیدا کنند.
درمورد توانمندی، فرد می‌تواند توانمند شود، حتی اگر کسی ویژگی‌های شخصی یا شغلی او را به رسمیت نشناسد. اگر فرد از این قدرت برخوردار باشد که شما را وادار به انجام‌دادن کاری سازد، اما خواسته‌ی فرد با خواسته‌ی شما متفاوت باشد، قدرت فرد با قدرت شما تعارض پیدا می‌کند. به همین دلیل نهایت قدرت به جانب تعارض گرایش پیدا می‌کند.  در جدول زیر تفاوت میان قدرت و توانمندی آورده شده‌است.
| قدرت                                               | توانمندبودن                                                |
| -------------------------------------------------- | ---------------------------------------------------------- |
| منبع خارجی                                         | منبع داخلی                                                 |
| تداد اندکی آن را به صورت کامل دارند.               | هر کس می‌تواند آن را به صورت کامل داشته باشد.               |
| قابلیت واداشتن دیگران به انجام آنچه شما می‌خواهید.  | قابلیت واداشتن دیگران به انجام آنچه خود می‌خواهند.          |
| به دست‌آوردن بیشتر آن، متضمن گرفتن از فرد دیگر است. | به دست‌آوردن بیشتر آن بر آنچه دیگران دارند تاثیری نمی‌گذارد. |
| به رقابت می‌انجامد.                                 | به همکاری می‌انجامد.                                        |

از طرفی، توانمندی عملکردی پیوسته نزدیک به کامل در یک فعالیت است و در این راستا تیزاب محک‌زنی توانمندی را می‌توان این گونه بیان کرد: فعالیتی توانمندانه است که بتوانید خود را پیوسته، بااحساس و خوشبختی و پیروزمندانه آماده‌ی انجام آن کنید.

### مفاهیم و ابعاد نظری درمورد توانمندسازی کارکنان
معنای توانمندسازی موضوع بحث و گفت‌وگوهای زیادی بوده و در حال حاضر مفهومی است که به طور ضعیف تعریف شده‌است. به همین ترتیب ماندروس و ویلسون (1994) و راس و میلام (1995) اظهار می‌دارند که این واژه به ندرت به طور واضح تعریف شده و ذاتا به طور لفظی به کار رفته‌است. دلیل چنین امری را می‌توان در نبود بستر تاریخی و تجربه برای این مفهوم در بین مفاهیم سازمانی دانست، به این معنی که نبود سوابق و پشتوانه‌های تجربی و عملی در واقع جوان‌بودن موضوع، سبب تنوع آرای دانشمندان این حوزه و مانعی در شکل‌گیری اساسی و پایه‌ای زیربنای علمی آن شده‌است. به طور خلاصه می‌توان گفت زمینه‌ای که دانشمندان توانمندسازی در آن دست به مطالعه زده‌اند، رابطه‌ی مستقیمی بر نوع تعریف و برداشت آنان از توانمندسازی داشته‌است. این خود موجب ایجاد تنوع و پیچیدگی در درک مفهوم تعاریف ارائه شده از آن می‌شود. علاوه بر آن ابعاد چندگانه‌ی این واژه آن را به مفهوم مشکلی برای تعریف تبدیل ساخته‌است. همان طور که این اختلافات نشان می‌دهد، برخی بر توانایی افراد و تمایل آن‌ها بر توانمندشدن تمرکز یافته‌اند و از طرف دیگر برخی محققان از مواردی چون عملکرد تیمی، غنی‌سازی شغلی، کنترل کار شخصی، استقلال در انجام‌دادن وظیفه، تیم کاری، سیستم پرداخت مرتبط با عملکرد و مالکیت سهام کارکنان را به عنوان فرایند توانمندسازی تعریف و ادراک کرده‌اند. 

### اهمیت و ضرورت توانمندسازی منابع انسانی
در دنیای مالامال از رقابت‌های آشکار و پنهان، سازمان‌ها برای ادامه حیات باید از حیث اندیشه، ساختار، فرایندها و عمل از چهار ویژگی عمده‌ی سازمانی برخوردار باشند، به این معنا که باید:
- از حیث دخل و خرج کارایی داشته باشد؛
- مشتری‌گرا باشند؛
- سریع‌العمل و انعطاف‌پذیر باشند؛
- پیوسته و رو به بهبود باشند.

برای دستیابی به این خصوصیات مهم‌ترین ابزار رقابت نیروی انسانی است که باید آن را توانا ساخت. اسکات و ژاف (1991) می‌گویند که امروزه منشا اصلی مزیت رقابتی در فناوری نهفته نیست، بلکه در فداکاری، کیفیت تعهد و توانایی نیروی کار ریشه دارد. از مهم‌ترین منابع یک سازمان می‌توان به نتایج حاصل از تحرک و خلاقیت کارکنان آن اشاره کرد و توانمندسازی محرک جدید این محیط کاری در حال رشد است.
محمدی (1381) بیان می‌دارد که محرک‌های محیطی متعددی سازمان‌ها را به توانمندسازی کارکنانش ترغیب می‌کنند. در این میان مهم‌ترین آن‌ها عبارتند از:
1. تاثیرات فناوری بر محیط کاری
2. افزایش انتظارات مشتریان
3. ضرورت انعطاف‌پذیری سازمان‌ها

پژوهش‌ها نشان می‌دهند که سازمان‌ها از انجام فرایند توانمندسازی منافعی کسب می‌کنند، که برخی از این منابع عبارتند از:
- افزایش رضایت شغلی اعضا
- بهبود کیفیت زندگی کاری
- بهبود کیفیت کالا و خدمات
- افزایش بهره‌وری سازمانی
- آمادگی رقابت [۸]

## توانمندسازی زنان
توانمندسازی زنان، که توانمندسازی جنسیتی نیز نامیده می‌شود، تبدیل به یکی از موضوعات مهم مورد بحث در دو زمینهٔ توسعه و اقتصاد شده‌است. تمامی جوامع، مشاغل، انجمن‌ها و احزاب از پیاده‌سازی برنامه‌ها و سیاست‌هایی که نظریهٔ توانمندسازی زنان را اتخاذ می‌کنند منفعت می‌برند. در پرداختن به مسائل حقوق بشر و توسعه، یکی از دغدغه‌های اصلی این روند توانایی‌بخشی یا قدرت‌دهی است. «رویکرد توسعه و قابلیت‌های بشری»، «اهداف توسعه هزاره» و دیگر رویکردها/اهداف معتبرْ همگی به توانایی‌بخشی و مشارکت به‌عنوان قدمی ضروری اشاره می‌کنند که به یک کشور اجازه می‌دهد بر موانع مرتبط با فقر و توسعه فائق آید.

### سنجش توانمندسازی جنسیتی
توانمندسازی جنسیتی را می‌توان از طریق مقیاس توانمندسازی جنسیتی سنجید. توانمندسازی جنسیتی میزان مشارکت سیاسی و اقتصادی زنان را در یک جامعهٔ مفروض نشان می‌دهد. میزان این مشارکت از طریق پیگیری " سهم صندلی‌های تصاحب‌شده از سوی زنان در پارلمان، تعداد قانون‌گذاران زن، مقامات و مدیران ارشد، و کارمندان فنی و حرفه‌ای مونث و اختلاف درآمد کسب شدهٔ زنان که نشانگر استقلال مالی‌شان است" تعیین می‌شود. سپس، براساس اطلاعات به‌دست‌آمده کشورها رتبه‌بندی می‌شوند. مقیاس‌های دیگری که اهمیت مشارکت و تساوی زنان را در نظر می‌گیرند شامل این مواردند: شاخص تساوی جنسیتی و شاخص توسعهٔ وابسته به جنسیت.

### راه‌های توانمند کردن زنان
یکی از راه‌های گسترش توانمندسازی زنان از طریق اعطای حق مالکیت املاک و مستغلات است. حق مالکیت املاک و مستغلات یکی از شیوه‌های اصلی توانمندسازی اقتصادی زنان است که به آنان اطمینان موردنیاز برای مقابله با نابرابری‌های جنسیتی را می‌دهد. اغلب، حق مالکیت زمین از زنانی که در کشورهای در حال توسعه زندگی می‌کنند، تنها به خاطر جنسیت، سلب می‌شود. داشتن اجازهٔ مالکیت املاک و مستغلات به نوبهٔ خود به زنان نوعی قدرت معامله می‌دهد که در حالت عادی آن را ندارند. آن‌ها توانایی اثبات خود را در ابعاد گوناگون زندگی‌شان به دست می‌آورند؛ چه در بیرون و چه در درون خانه. یکی دیگر از راه‌های توانمندسازی زنان واگذاری مسئولیت‌هایی است که معمولاً به مردان سپرده می‌شود. 
توانمندی اقتصادی راهی برای دیده شدن زنان همچون اعضای برابر جامعه است. از این طریق، زنان با مشارکت‌شان در جامعه عزت نفس و اطمینان بیشتری کسب می‌کنند. صِرف به حساب آوردن زنان به عنوان بخشی از جامعه می‌تواند تأثیرات مثبت فراگیری داشته باشد. دکتر بینا آگاروال در مطالعه‌ای، زنان را به عضویت در یک گروه حافظت از جنگل‌ها درآورد. این زنان، نه تنها کارآمدی گروه را افزایش دادند، بلکه خودشان نیز عزت نفس باورنکردنی‌ای پیدا کردند و دیگران، که شامل مردان نیز می‌شدند، آن‌ها را با احترام بیشتری می‌نگریستند. 
مشارکت، که می‌توان در امور گوناگونی آن را مشاهده کرد و به دست آورد، مفیدترین شکل توانمندسازی جنسیتی شناخته می‌شود. مشارکت‌های سیاسی، به‌شکل داشتن اجازهٔ رای یا اعلام نظر سیاسی، یا توانایی نامزدی برای احراز مقام با داشتن شانس عادلانه برای انتخاب شدن، نقش بزرگی در توانمندسازی افراد بازی می‌کند. با این حال، مشارکت فقط به حوزهٔ سیاست محدود نمی‌شود. مشارکت می‌تواند شامل همکاری در امور خانه، مدرسه و نیز توانایی داشتن انتخاب‌های شخصی شود. حتی می‌توان گفت هر فردی برای ورود به حوزه‌های گستردهٔ سیاسی باید ابتدا در زمینه‌های ذکرشده مشارکت کند. هنگامی که زنان قدرت برآوردن خواسته‌هایشان را داشته باشند، تساوی بیشتری میان آنان و مردان برقرار می‌شود. مشاغل خُرد نیز از راه‌های توانمندسازی زنان شناخته می‌شوند. 
دولت‌ها، سازمان‌ها و افراد به تدبیر قرضه‌های کوچک یا تأمین مالی خُرد توسل جسته‌اند. آن‌ها امیدوارند که دادن وام و اعتبار به زنان اجازه دهد در جامعه و بازار کار فعال شوند که همین اتفاق به نوبهٔ خود آن‌ها را برای فعالیت بیشتر در جامعه توانمند کند. یکی از اهداف اولیه در بنیان نهادن مشاغل خُرد توانمند کردن زنان بود. وام‌های کم‌بهره در کشورهای در حال توسعه به این امید به زنان داده می‌شود که آن‌ها بتوانند تجارتی کوچک راه بیندازند و با این کار خانواده‌شان را حمایت کنند. با این حال، ذکر این نکته ضروری است که مسئلهٔ موفقیت و بازدهی مشاغل خُرد و وام‌های کوچک همیشه بحث‌برانگیز و مورد مناظره بوده‌است.

## منافع اقتصادی توانمندسازی زنان
اغلب زنان در سراسر جهان، برای کسب درآمد، به بخش غیررسمی متکی‌اند. اگر زنان توانمندتر شوند و بخش مهم‌تری از جامعه را تشکیل بدهند، احتمال رشد اقتصادی امری مسّلم می‌شود. حذف بخش مهمی از نیروی کار یک جامعه، فقط برمبنای جنسیت، می‌تواند تأثیرات مخربی بر اقتصاد آن داشته باشد. علاوه براین، دیده شده که مشارکت زنان در انجمن‌ها، گروه‌ها و بازار کار باعث افزایش بهره‌وری می‌شود. به منظور پیدا کردن درکی عمومی از تأثیر مالی ناشی از حضور زنان توانمند، مطالعه‌ای انجام شد و نتیجه آن که از میان ۵۰۰ شرکت منتخب مجلهٔ Fortune «بازده مالی شرکت‌هایی که تعداد بیشتری از اعضای هیئت مدیره‌شان را زنان تشکیل می‌دادند به نحو چشمگیری بالاتر بود؛ ۵۳ درصد بازگشت بیشتر سرمایهٔ خالص، ۲۴ درصد درآمد بالاتر ناشی از فروش و ۶۷ درصد بازده بیشتر ناشی از سرمایه‌گذاری (OECD،2008)». این مطالعه تأثیر حضور زنان بر مجموع سود اقتصادی شرکت‌ها را نشان می‌دهد. با اجرای چنین کاری در مقیاس جهانی، وارد کردن زنان در نیروهای کاری رسمی (مانند یکی از شرکت‌های فهرست مجلهٔ فورچون) می‌تواند بازده اقتصادی آن جامعه را افزایش دهد.

### موانع موجود در توانمندسازی زنان
بسیاری از موانع موجود در مسیر توانمندسازی و تساوی زنان در تاروپود فرهنگ برخی ملل و جوامع خاص بافته و نهفته شده‌اند. بسیاری از زنان این فشارها را حس می‌کنند، در حالی که بسیاری از آن‌ها عادت کرده‌اند همانند موجودی پست‌تر در مقایسه با مردان دیده شوند یا با آن‌ها رفتار شود. حتی اگر مردان، قانون‌گذاران، سازمان‌های مردم‌نهاد و دیگران از منافع مشارکت و توانمندی زنان آگاه باشند، بسیاری از آنان از تغییر وضعیت فعلی واهمه دارند و اجازه می‌دهند هنجارهای اجتماعی مانعی در راه پیشرفت و توسعه باشند.